# مارکی پوست
مارکی پوست (به انگلیسی: Markie Post) (زاده ۴ نوامبر ۱۹۵۰ – درگذشته ۷ اوت ۲۰۲۱) بازیگر آمریکایی بود.
از فیلم‌های معروف او می‌توان به بازی در فیلم یه چیزی راجع به مری هست و پسر پاییز اشاره کرد.